# Àsea
Àsea (en grec antic Ἀσέα, gentilici Ἀσεάτης, català aseata) era una antiga ciutat d'Arcàdia del districte de Menàlia situada prop de la frontera amb Lacònia, a la via que anava de Megalòpolis a Pal·làntion i a Tègea. Es deia que la ciutat va ser fundada per Aseates, un dels nombrosos fills de Licàon.
Durant les Guerres mèdiques els seus habitants van participar en la batalla de Platea, el 479 aC. Àsea va ser una de les ciutats que va participar en la fundació de Megalòpolis l'any 370 aC, però tot i que la major part dels seus habitants van anar a la nova ciutat, no es va despoblar completament, atès que va participar juntament amb Pal·làntion i Tègea a la batalla de Mantinea dirigida per Epaminondes el 326 aC, segons que diu Xenofont. En una època posterior, Àsea pertanyia a Megalòpolis, segons les descripcions d'Estrabó i Pausànias. La ciutat estava en ruïnes en temps de Pausànias, que esmenta la seva acròpoli. Al seu territori, i a una distància de cinc estadis, a la via que portava a Pal·làntion, es trobaven les fonts del riu Alfeu, i molt a prop les de l'Eurotes. Els dos rius, al cap de vint estadis, unien les seves aigües i desapareixien sota terra. L'Alfeu sorgeix altre cop a Peges i l'Eurotes a Belemina, a Lacònia.
Al nord d'Àsea, a la via cap a Pal·làntion, hi havia un temple dedicat a Atena Soteira i a Posidó, que es deia que l'havia fundat Odisseu durant el seu retorn de Troia. Les restes d'Àsea encara es poden veure en un petit turó sobre una important font d'aigua.